# Bamun
Bamun, bamoum eller mum är en folkgrupp i Kameruns högland. De bildar ett kungarike kring staden Foumban bestående av mellan  100 000 och 215 000 personer. Deras språk, med samma namn som folkgruppen, tillhör Niger–Kordofanspråken och används även som lingua franca av omkring lika många.
Bamun är traditionellt organiserade i ett ärftligt kungadöme med säte i Foumban i västra Kamerun. Den sextonde kungen, Ibrahim Njoya (cirka 1895-1923), som hade kännedom om arabisk skrift, konstruerade ett eget skriftspråk som användes för att nedteckna folkets historia och kunskap om lokal örtmedicin samt att rita kartor över kungadömet.
Huvudnäringen är jordbruk, men bamun har också en lång tradition som hantverkare och är kända för sina broderier, vävnader, läderarbeten och metallarbeten samt för trä- och elfenbenssnideri, smide och krukmakeri.